# Vivir dos veces
Vivir dos veces és una pel·lícula espanyola de comèdia i drama de 2019 dirigida per Maria Ripoll i protagonitzada per Oscar Martínez, Inma Cuesta, Mafalda Carbonell i Nacho López. Fou estrenada a Madrid el 6 de setembre de 2019.

## Sinopsi
Emilio, la seva filla Julia i la seva neta Blanca, emprenen un viatge absurd i alhora revelador. Abans que a Emilio li falli la memòria definitivament després de diagnosticar-li Alzheimer, la família l'ajudarà a buscar a l'amor de la seva joventut. En el camí trobaran l'oportunitat d'una vida nova i sense paranys. Decisions discutibles i contratemps els portarà a enfrontar-se als enganys sobre els quals han muntat les seves vides.

## Repartiment
- Oscar Martínez com Emilio.
- Inma Cuesta com Julia.
- Mafalda Carbonell com Blanca.
- Nacho López com Felipe.
- Isabel Requena comoMargarita.
- Aina Clotet com Camarera.
- Antonio Valero com Lorenzo.
- María Zamora comoCatalina.
- Hugo Balaguer com Pau.

## Premis
- 2020: XXV Premis Cinematogràfics José María Forqué: Nominada al Premi al Cinema i Educació en valors.[6]